# Parodontite
La parodontite, anche detta periodontite e parodontopatia, è un'infiammazione dei tessuti parodontali, che determina una perdita d'attacco clinico dei denti rispetto all'alveolo, con conseguente formazione di tasche parodontali, mobilità dentale, sanguinamento gengivale, ascessi e suppurazione, fino alla perdita di uno o più denti.
Tale processo risulta reversibile se viene diagnosticato nelle sue prime fasi e curato. Con il progredire della malattia, misurata principalmente come progressione della perdita di attacco parodontale, la possibilità di recupero diventa più difficile e richiede trattamenti più complessi come la terapia rigenerativa dell'osso. Il recupero in questi casi è generalmente parziale.
Nel linguaggio comune è talvolta ancora in uso il termine analogo di "piorrea", da tempo abbandonato in ambito medico.
Va distinta dalla parodontite apicale, la cui origine è invece endodontica. Nella parodontite apicale l'infezione giunge al tessuto parodontale attraverso le strutture canalari interne del dente. Raramente le due forme possono combinarsi, causando le cosiddette lesioni endo-parodontali.

## Epidemiologia
Generalmente affligge individui in età adulta e avanzata, ma alcune forme possono colpire anche nell'infanzia e nell'adolescenza. Secondo quanto riportato dal documento sulle linee guida per la promozione della salute orale redatto dal Ministero della Salute, in Italia i valori di prevalenza della parodontite (dato comprendente quindi anche la gengivite) sono molto elevati, avvicinandosi al 60%, di cui una parte notevole (10-14%) nelle forme gravi o avanzate, percentuali che aumentano drasticamente nelle fasce di età a partire da 35-44 anni.
Secondo i dati di GSK Consumer Healthcare, al 2017 in Italia circa 23 milioni di persone soffrono di infiammazione gengivale. La malattia è stata correlata alla frequenza del diabete o del prediabete, in quanto il 40% dei 5 000 000 di pazienti affetti da queste ultime malattie presenta anche una forma di parodontite acuta o cronica. La parodontite peggiora la regolazione ormonale della glicemia nei pazienti già diabetici, traducendosi in una maggiore frequenza di patologie del sistema cardiocircolatorio e renale nei casi di diabete di tipo 1, fino a triplicare il tasso di mortalità per cause cardio-renali nei pazienti di tipo 2. Il meccanismo causale sottostante ipotizzato l'aumento dell'emoglobina glicata, la proliferazione incontrollata dei batteri parodontici nell'organismo, la diffusione di citochine pro-infiammatorie «che potrebbero contribuire all'insulino-resistenza, un incremento degli acidi grassi liberi e un calo della produzione di ossido nitrico (NO) nei vasi sanguigni.
La correlazione fra parodontite e diabete è stata confermata dall'Associazione Medici Diabetologi, dalla (Società italiana di diabetologia
e dalla Società italiana di parodontologia e implantologia. Alcune revisioni scientifiche della letteratura, inoltre, dimostrano come il trattamento parodontale riesca a migliorare il controllo glicemico da parte dei pazienti diabetici.

## Presentazione clinica
Il quadro clinico di parodontite comprende tutti i segni e sintomi della gengivite. La maggiore gravità è data dall'espansione dell'infiammazione dalla sola gengiva al legamento parodontale, con coinvolgimento del cemento radicolare e dell'osso alveolare. La lesione tipica è la tasca parodontale, invaginazione che si forma nello spazio solitamente occupato dal legamento parodontale e dalle altre strutture di sostegno del dente, che vengono aggredite dall'infezione e sostituite da tessuto infiammatorio. Si viene così a formare un lume virtuale dove possono accumularsi nuovi batteri in forma organizzata e spesso calcificata sotto forma di tartaro, batteri che possono trarre nutrimento dagli essudati infiammatori prodotti dai tessuti lesi dal processo patologico, che tende quindi ad autoalimentarsi.
L'impossibilità di pulizia in questo spazio è il motivo della cronicizzazione della patologia, che tipicamente rimane per lungo tempo scarsamente sintomatica, presentando solo i sintomi della gengivite, e quindi spesso diagnosticata tardivamente, in assenza di controlli periodici. Sintomi e segni più seri come gli ascessi parodontali, la migrazione dei denti, l'aumento di mobilità avvertibile degli elementi dentari e l'alitosi si manifestano solo quando la perdita si estende oltre la metà/due terzi della lunghezza dell'attacco, o quando vengono coinvolte le forcazioni (o forche) dei denti pluriradicolati.
Solitamente non colpisce tutti i denti in maniera uniforme, anche se esistono forme generalizzate, e la progressione, generalmente lenta ma intervallata da episodi acuti più o meno sintomatici, è fortemente influenzata dalla suscettibilità individuale.

## Eziopatogenesi
L'insorgenza e sviluppo di questa patologia (eziopatogenesi) è dovuta principalmente al fatto che nel cavo orale è normalmente presente un'abbondante e varia flora batterica, sia adesa alle strutture dentarie (e prende allora il nome di placca batterica), sia in forma libera. Se mantenuti sotto controllo tramite corrette procedure di igiene, e in presenza di una situazione di corretto funzionamento del sistema immunitario, solitamente questi batteri non sono in grado di provocare alterazioni nel normale stato di salute orale. In seguito però alla perdita dell'equilibrio che vige fra batteri normalmente presenti e il sistema immunitario a livello locale e generale, vi può essere l'insorgenza di fenomeni infiammatori a carico del solo tessuto gengivale come nella gengivite, disturbi che possono nel tempo estendersi coinvolgendo i tessuti sottostanti, originando la parodontite, una infiammazione atipica con fenomeni istolesivi a carico dei tessuti di supporto del dente.
I denti sono gli unici tessuti mineralizzati parzialmente esposti all'ambiente esterno, come tali offrono una superficie idonea per la formazione di una biopellicola: un sottile velo di batteri, proteine, glucidi e acqua che rappresenta un terreno di coltura ideale per numerose specie batteriche. Tra queste, le specie maggiormente responsabili per l'insorgenza della patologia parodontale risultano essere:
- Porphyromonas gingivalis
- Prevotella intermedia
- Treponema denticola
- Aggregatibacter actinomycetemcomitans

di cui le prime due rilevabili con maggior frequenza nella parodontite giovanile.
La presenza di batteri patogeni non è l'unico fattore coinvolto nell'insorgenza della parodontopatia, saranno necessari anche cofattori locali (tartaro, affollamenti e dislocazioni dentarie, malocclusioni, odontoiatria "iatrogena", concavità e profondità delle strutture morfologiche degli elementi dentali) e cofattori generali (malattie sistemiche, diabete, tabagismo, neoplasie, farmaci, alterazioni salivari), che vanno a modificare quella che è definita come suscettibilità alla malattia da parte dell'individuo.
Una forma di parodontite particolarmente aggressiva è quella legata alla carenza di vitamina C, o scorbuto, oggi praticamente scomparsa.

### Fattori ereditari
La presenza di frequente familiarità in anamnesi suggerisce la presenza di fattori ereditari come concause alla patologia, probabilmente legate alla capacità di difesa individuale e al tipo di risposta infiammatoria. Recentemente è stato identificato un fenotipo di IL-1 che è presente in un'alta percentuale di pazienti affetti da parodontite e nei pazienti clinicamente sani è indicato come alto fattore di rischio. Le forme a incidenza precoce e più aggressive sembrano le più indicate a presentare aspetti di questo tipo. Sono state ipotizzate anche forme di fenomeni di autoimmunità.

## Classificazione
La classificazione delle malattie parodontali ha suscitato numerosi dibattiti nei decenni scorsi, quando le informazioni sulla eziopatogenesi erano decisamente più scarse. La tendenza più recente è stata quella di classificarle in base all'età, ma si è rivelata piuttosto imprecisa e inutile. Dal 1999 è accettata la classificazione dell'American Academy of Periodontology, che prevede una parodontite cronica, più frequente negli adulti, e una parodontite aggressiva, più frequente nella pubertà. Un gruppo a parte è rappresentato dalle rare forme ulcero-necrotiche.
La parodontite è definita localizzata se riguarda meno del 30% della bocca; viceversa è considerata generalizzata.

### Parodontite cronica
I segni clinici di parodontite cronica sono infiammazione gengivale, sanguinamento al sondaggio (BOP), perdita di attacco con formazione di tasca gengivale e riduzione dell'osso alveolare.
Si manifesta come gengivite già nell'adolescenza, lentamente progressiva, che durante periodi di riduzione delle difese immunitarie presenta aggravamento acuto con associata perdita d'attacco. Nel corso della vita gli effetti patologici si cumulano, fino ad arrivare all'età adulta dove si palesano gli effetti distruttivi della malattia. L'entità di tale distruzione è in funzione dei livelli di placca, fumo, stress, diabete, efficienza del sistema immunitario. Il rischio di contrarre parodontite cronica è compreso tra 3 e 7 nei tabagisti; la risposta terapeutica in tali individui ha una prognosi più sfavorevole, e l'attenuazione dell'infiammazione indotta dal fumo tende a celare la reale gravità della patologia.

### Parodontite aggressiva
La parodontite aggressiva comprende rare forme di parodontiti caratterizzate da una progressione rapida. Si presenta generalmente come localizzata in età puberale, mentre la generalizzata è ancor più grave e colpisce principalmente i giovani adulti, ma anche pazienti più anziani. L'età non è comunque un buon discriminante per differenziare la forma cronica dalla aggressiva: condizioni igieniche particolarmente inadeguate possono causare la forma cronica anche nei bambini. Sia la forma localizzata sia la generalizzata richiedono una predisposizione genetica, ma mentre la localizzata risulta insorgere per un'infezione da Aggregatibacter Actinomycetmcomitans, in quella generalizzata è più importante il ruolo del Porphyromonas gingivalis e del Bacteroides forsythus.
Anche nella forma aggressiva il fumo è un fattore di rischio, specialmente delle forme generalizzate.
La diagnosi di parodontite aggressiva si basa sul riscontro di rapida perdita di attacco e di distruzione ossea di pazienti positivi all'anamnesi familiare, e sproporzione tra depositi batterici e gravità della distruzione parodontale in assenza di patologie sistemiche rilevanti.
Colpisce in maniera caratteristica soprattutto i primi molari e gli incisivi.

### Parodontite ulcero-necrotica
La parodontite ulcero-necrotica è una patologia distruttiva del parodonto caratterizzata da papille e margini gengivali ulcerati e necrotici, ricoperti da un materiale pseudomembranoso giallognolo. È prevalente nei giovani (20-25 anni) dei Paesi in via di sviluppo. Le lesioni necrotizzanti si sviluppano rapidamente e dolorosamente, con facilità di sanguinamento, talvolta spontaneo. La necrosi gengivale, a carico delle papille interdentali, sprofonda nell'osso alveolare coinvolgendolo. Associati alla patologia possono manifestarsi tumefazione linfonodale, febbre, malessere generale. L'igiene orale è tipicamente molto scarsa, anche perché lo spazzolamento dentale risulta provocare un forte dolore. Il decorso è generalmente acuto, e dopo l'attenuarsi della sintomatologia possono presentarsi ricorrenti episodi di riacutizzazione.
Non è stata individuata alcuna specie batterica in grado di provocare di per sé la patologia, e inoltre la patologia non è trasmissibile con i consueti mezzi di contatto. Piuttosto si propende a ritenere che l'effetto dei prodotti metabolici dei batteri della placca risulti esacerbato in concomitanza con malattie sistemiche (AIDS, leucemia, morbillo, varicella, tubercolosi), malnutrizione, fumo, stress, depressione, scarsa igiene orale.

## Prevenzione
Odontoiatri, igienisti dentali e ricercatori sono concordi nel ritenere che la parodontite non possa insorgere in una bocca correttamente pulita. Allo stesso tempo è evidente come alcuni individui, specialmente se appartenenti a nuclei familiari suscettibili alla patologia, necessitino di una igiene molto più accurata di altri al fine di evitare l'insorgenza della parodontite.
La prevenzione è quindi effettuata con gli stessi strumenti della prevenzione della carie, ovvero utilizzando in modo corretto uno spazzolino in buone condizioni due-tre volte al giorno e il filo interdentale giornalmente. Nonostante l'assenza di dolore, è importante non sottovalutare manifestazioni infiammatorie gengivali, bensì sottoporle all'analisi di uno specialista. Possono risultare utili anche i rilevatori di placca, speciali agenti chimici da utilizzare dopo aver lavato i denti per verificare l'efficacia dello spazzolamento.

## Terapia
Il primo obiettivo terapeutico è sicuramente quello di ripristinare una corretta igiene orale grazie all'aiuto della figura dell'odontoiatra e/o dell'igienista dentale. Ciò comprende una o più sedute di igiene orale professionale, ablazione meccanica del tartaro, curettage gengivale, raschiamento e levigatura delle radici, motivazione all'igiene orale, comprensione ed esecuzione delle metodiche corrette di prevenzione.
La parodontite cronica, nei casi più gravi, può richiedere un intervento chirurgico volto a pulire i tessuti coinvolti più profondi, ed eventualmente a rigenerare l'osso riassorbito. Nella parodontite aggressiva le terapie parodontali, chirurgiche e no, richiedono il supporto di una terapia farmacologica, magari con combinazioni di antibiotici come amoxicillina e metronidazolo. Nella parodontite ulcero necrotizzante non si può ottenere una buona igiene dentale con lo spazzolamento, poiché arreca dolore; pertanto sciacqui con soluzioni di clorexidina a elevata concentrazione (0,2%) permettono di inibire, seppur parzialmente, la formazione di nuova placca batterica. Anche in questo caso risulta efficace il supporto farmacologico, con antibiotici come metronidazolo, penicillina o tetracicline. La chirurgia può essere resa necessaria anche per eliminare gli esiti cicatriziali delle papille aggredite, al fine di permettere un buon esito alle pratiche di igiene orale.
L'uso del laser odontoiatrico in maniera combinata con le procedure di detartrasi e curettage è oggetto di studi da parte della comunità scientifica come affiancamento alla terapia tradizionale, ulteriori prospettive interessanti sembrano legate al trattamento chirurgico, anche se gli studi iniziali non permettono ancora di confermare con sicurezza i risultati finora ottenuti.

## Complicanze locali
Le complicanze locali della parodontite sono legate principalmente all'esposizione di tessuto dentale non protetto dallo smalto come conseguenza del ritirarsi del tessuto di sostegno del dente. Questo comporta una maggiore sensibilità agli stimoli esterni, principalmente quelli termici, anche se la presenza di depositi di tartaro spesso funge da isolante, per cui la sensibilità spesso viene avvertita solo dopo le pratiche di igiene specialistica.
Un altro effetto dell'esposizione del tessuto dentinale all'ambiente orale è la frequente possibilità dell'instaurarsi di carie radicolari particolarmente aggressive, di non facile trattamento per lo specialista, e con tendenza a frequente recidiva.

## Complicanze generali
Negli ultimi anni alcuni studi hanno messo in luce una possibile correlazione tra patologie circolatorie ed infezioni orali di tipo cronico. In particolare la parodontite veniva indicata come fattore di rischio per le coronaropatie e per le ischemie cerebrali. Altri ricercatori avevano però messo in serio dubbio la validità di queste conclusioni, perplessità confermate da altri studi, che non riuscirono a dimostrare l'esistenza di una correlazione solida. D'altra parte altri studi sembrano confermare l'esistenza di un legame definito tra salute orale e stato generale dell'organismo. Nel 2009 la questione venne affrontata congiuntamente da due gruppi di studio appartenenti alle rispettive discipline interessate, e dall'imponente lavoro di metanalisi compiuta su tutti i lavori pubblicati sull'argomento fu possibile stabilìre una correlazione tra trattamenti parodontali e riduzione sistemica e vascolare del grado di infiammazione, almeno sul breve termine (6 mesi), ma non prove che questo possa influire in qualche modo sulla patologia aterosclerotica. Inoltre, recentemente è stato messo in luce che la parodontopatia si associa ad ipertensione arteriosa ed al fallimento della sua terapia farmacologica. Queste conclusioni furono successivamente confermate nel 2012 da un'altra revisione clinica condotta dall'American Heart Association e approvata dall'American Dental Association.